# Évran
Évran is een gemeente in het Franse departement Côtes-d'Armor, in de regio Bretagne. De plaats maakt deel uit van het arrondissement Dinan. Évran telde op 1 januari 2022 1.787 inwoners.

## Geografie
De oppervlakte van Évran bedroeg op 1 januari 2022 23,56 vierkante kilometer; de bevolkingsdichtheid was toen 75,8 inwoners per km².
De onderstaande kaart toont de ligging van Évran met de belangrijkste infrastructuur en aangrenzende gemeenten.

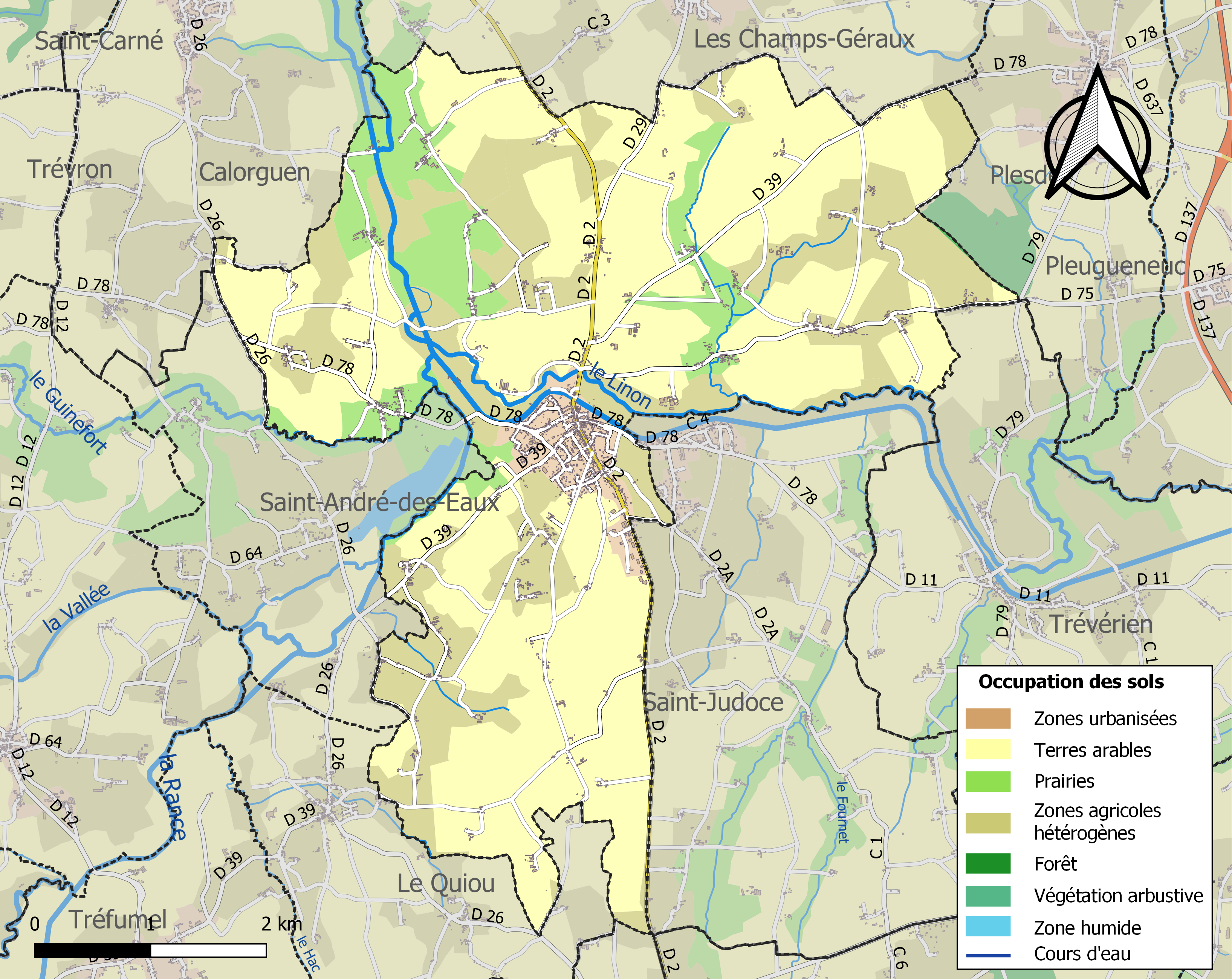

## Demografie
Onderstaande figuur toont het verloop van het inwonertal (bron: INSEE-tellingen).